# Nadia López García
Nadia López García (Oaxaca, 1992), es una poeta mexicana, pedagoga, tallerista y promotora cultural. En 2024, se le otorgó el cargo de coordinadora nacional de literatura del Instituto Nacional de Bellas Artes y Literatura.
Ha participado en distintos talleres, recitales y festivales tanto en México, India, Colombia, Estados Unidos, Guatemala, Puerto Rico, España, Venezuela, Cuba, Belice, Panamá, entre otros. Obtuvo la beca literaria de la Fundación para las Letras Mexicanas en el área de poesía del 2015 al 2017, año en el que recibió el Premio a la Creación Literaria en Lenguas Originarias Cenzontle. En 2018 obtuvo el Premio Nacional de la Juventud y en 2019 el Premio Juventud Ciudad de México. Considerada como parte de los Mexicanos más creativos del 2018 en la categoría de Literatura por la Revista Forbes. Sus poemas han sido traducidos al inglés, francés, árabe, catalán, hindi, bengalí, italiano, alemán, griego y chino. 
Desde 2012 pertenece a la comunidad española de fotografía y en 2015 escribió y dirigió el cortometraje El tono para la Secretaría de Cultura de la Ciudad de México. 

## Biografía
Nació en la Mixteca Alta de Oaxaca. Hija de migrantes jornaleros agrícolas, por lo que su infancia y estudios primarios los realizó en el Valle de San Quintín, Baja California.  

### Formación académica
Es Licenciada en Pedagogía por la Facultad de Filosofía y Letras de la Universidad Nacional Autónoma de México (2010-2014), cuenta con estudios en Antropología Pedagógica, Educación Social y Pedagogía Social por la Universidad de Barcelona (2012), así como estudios en Política Comparada de las Migraciones en el Máster de Gestión de la Inmigración en la Universidad Pompeu Fabra (2012). Adicionalmente, cursó el Diplomado Gestión de Procesos Culturales para la Construcción de Paz y la Memoria, impartido por la Universidad del Claustro de Sor Juana y por el Centro Cultural de España (2021).  
También cursó los seminarios: 
- “Diálogos epistemológicos interdisciplinarios en salud mental y emocional” en la Facultad de Filosofía y Letras- Facultad de Psicología de la UNAM. 2020; “México, Nación Multicultural” en el Programa Universitario de Estudios de la Diversidad Cultural y la Interculturalidad de la UNAM. 2015
- “Interculturalidad y Relaciones Interétnicas entre los Afrodescendientes y los Indígenas de México y Nuestra América” en el Centro de Investigaciones sobre América Latina y el Caribe de la UNAM.  2013
- “Antropología Visual” en el Instituto de Investigaciones Antropológicas de la UNAM. 2012
- Seminario “Radio y Comunicación Indígena” en la Facultad de Ciencias Políticas y Sociales y el Programa Universitario de Estudios de la Diversidad Cultural y la Interculturalidad de la UNAM. 2011

Es egresada de los talleres de formación: 
- “Cultura por una paz sustentable e incluyente: Experiencias en México”, CUSPNetwork +, Ibby México, CRIM UNAM, 2021
- “Proyectos Culturales y mujeres migrantes: estrategias para el intercambio y la transformación”, Vinculación Cultural, Secretaría de Cultura Federal, 2020
- “Literatura Infantil y Juvenil”, Instituto Nacional de Bellas Artes y Literatura, 2020
- "Derechos humanos, arte y paz”, Centro Cultural de España en México, 2020
- “Protección de datos en medios de comunicación”, Secretaría de Comunicaciones y Transportes, mayo 2018
- “Transferencia de Medios Audiovisuales para jóvenes indígenas y urbanos”, Secretaría de Cultura de la Ciudad de México, mayo 2015
- “Identidad y participación política de las mujeres indígenas”, Instituto de Liderazgo Simone de Beauvoir A. C. 2015

### Carrera literaria
Nadia López García ha colaborado con la organización del Primer Encuentro Mundial de Poesía de los Pueblos Indígenas (CIESAS) y ha dirigido talleres de creación poética para niños y migrantes en diferentes estados de la República Mexicana. Ha participado en distintos recitales de poesía nacionales e internacionales, tales como el Encuentro de Culturas Populares: Oaxaca, Festival Internacional de Poesía de la Ciudad de México, Festival de Poesía Di/Verso, Festival del Libro y la Cultura de Medellín-Colombia, Festival  Itinerarte en San Diego y Los Ángeles en Estados Unidos, Feria Internacional del Libro de Oaxaca, la Feria del Libro de la Universidad de Sinaloa, el Festival Cervantino, entre otros.   
Colabora en la Enciclopedia de la Literatura en México, en el área de traducción y multimedia. Es responsable de la columna de creación literaria Alas y Flores de la Revista Cultural Mexbcn de Barcelona, España.   
Su obra ha aparecido en espacios como Tierra Adentro, Punto de partida (UNAM), Periódico de Poesía (UNAM), Tema y Variaciones de Literatura (UAM), La Jornada, EstePaís, Pliego16, Círculo de poesía, Liberoamérica, Palimpsesto, Sibila (Sevilla, España), entre otros. En 2018, publicó su libro Ñu´ú Vixo /Tierra mojada en 2018, el cual fue originalmente escrito en mixteco, esta publicación rinde tributo a las mujeres mixtecas. También, en 2018, condujo a lado de la poeta zapoteca Natalia Toledo el Festival de Poesía Las Lenguas de América Carlos Montemayor, en la Sala Nezahualcóyotl de la UNAM. 
En 2019, su poema Savi es hecho canción por el compositor y director orquestal Joaquín Garzón e incluido en el disco Orgullosa Soy Raíz de la soprano mixe Maria Reyna, mismo año en el que es invitada a formar parte de la planilla de profesores del Diplomado de Literaturas Mexicanas en Lenguas Indígenas del programa de Formación Literaria del Instituto Nacional de Bellas Artes y Literatura. También en 2019, ofreció el primer curso de creación literaria en lenguas originarias Del ombligo a la Tierra, del Centro de Creación Literaria Xavier Villaurrutia de la Coordinación Nacional de Literatura. 
Es miembro de Latin American Studies Association (LASA) y ha publicado en El Oriente algunos de sus poemas. A su vez, es miembro de la Hermandad Puma y en 2019 fue nominada como Universitaria del Año por la Universidad Nacional Autónoma de México
Es coordinadora el ciclo de Poetas en lenguas originarias en la Universidad del Pacífico, con apoyo del Department of Modern Languages and Literatures de la Universidad del Pacífico (California).  Es programadora de la barra de Literatura Infantil y Juvenil de la Feria Internacional del Libro de Oaxaca y profesora de la materia Literatura indígena del PUIC-UNAM. 
En temas de fomento a la lectura, es docente en el Diplomado de Mediación Lectora del Programa Nacional de Salas de Lectura, colaboradora del programa Leer para la vida  del Departamento de Fomento a la Lectura en Normales de Maestros del Gobierno del Estado de Puebla. Además, es tallerista del proyecto Formación en Fomento a la Lectura a Bibliotecarios de la Biblioteca Pública Central Margarita Maza de Juárez del Instituto del Patrimonio Cultural del Estado de Oaxaca.
Sus escritos forman parte de la Nueva Familia de Libros de Texto Gratuito de la SEP, Múltiples Lenguajes 4to y 5to grato, ciclo 2023-2029.

### Experiencia profesional
- Investigación y desarrollo de contenidos. Organismo Productor de Medios Audiovisuales de la Secretaría de Gobernación. 2013-2014
- Investigación y desarrollo de contenidos. Canal 14 del Sistema Público de Radiodifusión del Estado Mexicano. 2018
- Desarrollo de proyectos culturales para infancias y adolescencias en la Coordinación Nacional de Desarrollo Cultural Infantil de la Secretaría de Cultura Federal. 2019 al 2022
- Coordinación General del Museo Infantil de Oaxaca. 2023
- Docente del Diplomado de Mediación Lectora del Programa Nacional de Salas de Lectura y la UAM-Xochimilco. 2020-2024
- Docente en el Programa Universitario Programa Universitario de Estudios de la Diversidad Cultural y la Interculturalidad de la Universidad Autónoma de México. 2022 al 2024
- Programadora de la barra de Literatura Infantil y Juvenil de la Feria Internacional del Libro de Oaxaca. 2020-2024

## Premios
- Premio Nahual en Literatura 2024
- Premio Mesoamericano de Poesía Luis Cardoza y Aragón 2021
- Premio CaSa de Literatura para Niños 2020
- Premio Antonio García Cubas, en la categoría de Libro Infantil.  Mención Honorífica  2020
- Premio de la Juventud Ciudad de México 2019[10]
- Premio Nacional de la Juventud  2018[11]
- Premio a la Creación Literaria en Lenguas Originarias Cenzontle 2017 [4][12]

## Becas
- Beca para Jóvenes Escritores en el área de Poesía. Fundación para las Letras Mexicanas 2015-2017
- Beca para Jóvenes Creadores en el área de Poesía. Sistema de Apoyos a la Creación y a Proyectos Culturales 2023

## Libros
- ¿A dónde van los árboles cuando duermen? Almadía, México, 2025
- Cuerpo roto. Editorial Heredad, México, 2024
- Niños lluvia, LibrObjeto Editorial, México, 2024
- Niños que vuelan, Universidad de Sevilla, España, 2023
- Malitzin. La mujer palabra, Editorial Edelvives, España, 2023
- Dorsal, Fondo de Cultura Económica, México, 2022
- Las formas de la lluvia /  বৃষ্টিধারার নানা রূপ. JOLDHI, Bangladés,  2021
- Isu Ichi/ El camino del Venado. UNAM, México, 2020
- Tikuxi Kaa/El Tren. Editorial Almadia. México, 2019
- Ñu´ú Vixo/Tierra Mojada. Editorial Pluralia, México, 2018

## Antologías
- ·Inventoras de la Matria, INM, México, 2024
- Pasaporte colectivo. Festival de Poesía Luis Alberto Arellano, Palindroma, México, 2024
- Daughters of Latin America. An International Anthology of Words and Writing, HarperCollins, USA 2023
- Semillas de nuestra tierra. Muestra ecopoética mexicana, Editorial Cactus del viento, México, 2023
- Machetes,  Action Books, USA, 2023
- La fuerza de mi lengua-luz, Leviatán, Argentina, 2022
- Monstrua. Antología de diez escritoras mexicanas. UNAM, México, 2022
- Alguien aquí que tiembla. Celebración poética de mujeres. Ediciones sin nombre, México, 2021
- Xochitlájtoli/ Poesía Contemporánea de los Pueblos Originarios de México. Círculo de poesía, México,  2019
- Mujeres contra el encierro. Editorial Pez en el Árbol, México,  2019
- Nido de poesía. LibrObjeto, México,  2018
- Nadia López García. Originaria, México, 2017
- Liberoamericanas, 80 poetas contemporáneas. Editorial Liberoamérica, Chile, 2017
- Poetas de los 90. Punto de partida. UNAM, México, 2015

## Colaboraciones
- Nuestras resistencias. Escritoras que nos vuelan la cabeza, Loqueleo Santillana, México, 2024
- Niños que vuelan, Universidad de Sevilla, España, 2023
- Itu Ninu, film by Itandehui Jansen, Edimburgo, 2023
- Cráneo Mixteco, Museum Volkenkunde, Holanda, 2023
- Choeur (s), une installation poétique et visuelle multilingue, Rhizome, México-Canadá, 2022
- Pájaros de Barro, British Museum, Inglaterra, 2021